# Modelo de Ising

Modelo de Ising bidimensional mostrado como uma rede de spins interativos.

O modelo de Ising é modelo de mecânica estatística muito empregado na física do estado sólido em problemas como o lattice gas e em ligas binárias, mas é mais conhecido na descrição das propriedades magnéticas, bem como, busca simular a estrutura de uma substância ferromagnética. Obtido através de uma simplificação do modelo de Heisenberg, este é tido como um modelo dinâmico de transição de fase que incorpora interações de curto alcance numa rede d-dimensional.
Mesmo sendo conhecido como um modelo simples, uma vez que considera apenas as interações entre os spins dos vizinhos mais próximos, o modelo de Ising demonstra resultados compensatórios, podendo descrever qualitativamente vários fenômenos relacionados às transições de fase. Sua usabilidade vem do fato de que as características essenciais dos fenômenos de transição (especialmente na vizinhança próxima do ponto crítico), não serão significativamente alteradas com a inclusão das interações dos spins mais distantes.
Do mesmo modo, a substituição de uma rede estrutural por outra, desde que sua dimensionalidade seja mantida, não irá alterar significativamente as características dos fenômenos de transição de fase. Por fim, essas soluções podem ser compartilhadas, com poucas modificações, por muitos outros sistemas físicos passando por tipos muito diferentes de transições (gás-líquido ao invés de paramagnético-ferromagnético, por exemplo). Devido a essa relação íntima entre as transições de fase e o modelo de Ising, serão inicialmente abordadas as transições de fase, tão importantes para toda a física, e posteriormente o modelo de Ising propriamente dito.

## Transições de fase
Em geral, o termo transição de fase pode se referir a mudanças entre os estados da matéria: sólido, líquido, gasoso e plasma, mas pode também se referir a mudanças de fase magnética, cristalina, elétrica, dentre outras. 
Os fenômenos físicos aos quais o formalismo da mecânica estatística é aplicado podem, em geral, ser classificados em duas categorias. Na primeira categoria, os elementos microscópicos do sistema dado são considerados como não interagentes. Para essa situação, as funções termodinâmicas do sistema devem estar diretamente relacionadas ao conhecimento dos níveis de energia dos seus constituintes individuais. Particularmente no caso de sólidos, em que as interações desempenham um importante papel, desde que as posições dos átomos ao longo de uma grande faixa de temperaturas se mantenham próximas aos seus valores médios, é possível tratar o sólido escolhido como um “conjunto de osciladores harmônicos praticamente não interagentes”, ou seja, tratar as oscilações de um sólido com base em um gás de fônons não interagentes.. Para esta classe de fenômenos, as funções termodinâmicas são suaves e contínuas.
A segunda categoria, por sua vez, é formada por sistemas nos quais a interação interatômica não pode ser desprezada e uma mudança de coordenadas não consegue transformar as equações para um sistema equivalente de quasi-partículas não interagentes. Nesta situação, os níveis de energia do sistema total não irão estar relacionados aos níveis de energia dos elementos individuais. Em vez disso, constata-se que, em circunstâncias favoráveis, um grande número de constituintes microscópicos do sistema podem exibir uma tendência de interagir uns com os outros de uma maneira bastante forte e cooperativa. Este comportamento, assume significado macroscópico a uma temperatura comumente chamada de temperatura crítica do sistema ({\displaystyle T_{c}}).
Quando abordados os fenômenos pertencentes a essa segunda categoria é comum perceber-se uma mudança repentina do comportamento das propriedades termodinâmicas do sistema dado (com singularidades e descontinuidades), ou seja, transições de fase. Assim como os fenômenos críticos, as transições de fases costumam ocorrer nos mais diversos sistemas: fluidos simples e misturas, materiais magnéticos e ferroelétricos, superfluidos, supercondutores, etc. Os sistemas físico-químicos que sofrem transições de fase podem ser representados em vários graus de precisão.
As teorias clássicas das mudanças de fase em sólidos e líquidos envolvem problemas matemáticos admiráveis, que vêm sendo estudados desde 1873, quando van der Waals publicou sua tese de doutorado acerca do comportamento crítico em sistemas fluidos. Pierre Curie e Pierre Weiss, por sua vez, se dedicaram ao estudo da transição para o ferromagnetismo. Teorias dessa natureza, envolvem experiências nas vizinhanças dos pontos críticos e têm sido usadas para descrever os aspectos qualitativos de vários tipos de transições de fases.
Na região crítica (que envolve o ponto crítico), grandezas termodinâmicas como os calores específicos, a compressibilidade e a susceptibilidade magnética, apresentam um comportamento peculiar caracterizado por divergências assintóticas. Esse comportamento, por sua vez, é identificado através dos expoentes críticos.
A partir da década de 60, quando o avanço das técnicas e tecnologias permitiu que as teorias clássicas passassem por um processo mais rigoroso de análise, percebeu-se através das experiências nas vizinhanças da criticalidade que os expoentes críticos assumem valores universais, bem definidos, mas que não coincidem com as previsões das “teorias clássicas”.  Assim sendo, enquanto as teorias clássicas para sistemas distintos afirmavam que estes expoentes possuíam um caráter universal (um conjunto clássico de valores), tanto os dados experimentais quanto diversos resultados teóricos apontavam para a existência de classes de universalidade (definidas por parâmetros como a dimensionalidade dos sistemas sob consideração).
Atualmente se reconhece que os expoentes críticos são determinados por pouquíssimos fatores, entre os quais estão:
1. A dimensionalidade dos sistemas físicos;
2. A dimensionalidade do parâmetro de ordem; e
3. O alcance das interações microscópicas (nos sistemas de interesse físico as interações microscópicas serão, em geral, de curto alcance).

Tendo em vista essas questões, será discutido agora um dos mais simples e mais estudados modelos da mecânica estatística: o modelo de Ising.

## Definição
Um dos fenômenos mais interessantes da física do estado sólido é o ferromagnetismo. Do mesmo modo, a magnetização espontânea dos materiais ferromagnéticos constituiu por muito tempo um problema intransponível para a física como ciência.
As primeiras teorias clássicas que tentaram explicar este problema surgiram em meados do século XIX, no entanto seu desenvolvimento completo se deu apenas com o surgimento da mecânica quântica e do conceito de spin. A partir deste momento, para explicar o ferromagnetismo, tornou-se interessante olhar para as características microscópicas do sistema e modelar o comportamento de alguns dos seus elementos.
O modelo de Ising, primeiramente sugerido por Wilhelm Lenz em 1920, com o objetivo de estudar o magnetismo em materiais, foi resolvido para uma dimensão pelo seu aluno de doutorado, o estudante Ernst Ising, em 1925.  Consiste em um modelo que descreve as propriedades magnéticas de um sólido através das suas propriedades microscópicas, mais especificamente do comportamento de spins localizados e suas interações. O modelo de Ising é essencialmente um caso particular do modelo de Heisenberg que constrói um hamiltoniano baseado nas interações de troca entre os spins. O hamiltoniano de Heisenberg é escrito como 
{\displaystyle {\cal {H}}=-\sum _{ij}J{\bf {{S}_{i}\cdot {\bf {{S}_{j}}}}}}
Que consiste em uma soma dupla sobre a interação de troca J de cada spin i com seus primeiros vizinhos j.
No modelo de Heisenberg os spins são tratados como vetores, ou seja, possuem componentes nas três dimensões espaciais, neste caso dizemos que a dimensionalidade d do spin é 3. Também é importante destacar que esta soma depende de uma rede na qual os spins estão localizados, podendo esta rede também possuir uma dimensionalidade D. O parâmetro J é uma medida da interação entre os spins que em geral depende da ordem do vizinho (primeiros vizinhos, segundos vizinhos). Se considerarmos apenas primeiros vizinhos, J pode sair do somatório de forma a obtermos
{\displaystyle {\cal {H}}=-J\sum _{ij}{\bf {{S}_{i}\cdot {\bf {{S}_{j}}}}}}
Abrindo o produto escalar,
{\displaystyle {\cal {H}}=-J\sum _{ij}S_{i}^{x}S_{j}^{x}+S_{i}^{y}S_{j}^{y}+S_{i}^{z}S_{j}^{z}}
O modelo de Ising considera a dimensionalidade do spin d = 1, ou seja, apenas uma das componentes aparece, por exemplo a direção z:
{\displaystyle H=-J\sum _{ij}S_{i}^{z}S_{j}^{z}}
Note que neste caso surge uma anisotropia no modelo de Ising, ou seja, há uma direção cujas propriedades serão diferentes das demais, neste caso a direção z. É importante destacar que o modelo de Heisenberg é essencialmente isotrópico.

### Ferromagnetismo no Modelo de Ising
O modelo de Ising é principalmente utilizado para a descrição do ferromagnetismo então é preciso destacar quais são as propriedades que o hamiltoniano é capaz de prever. Ao reduzirmos a temperatura de um material que apresenta a fase ferromagnética, ele se magnetiza espontaneamente em uma direção a partir de uma temperatura crítica {\displaystyle T_{c}}, caracterizando uma transição de fase, mas note que no modelo de Ising já há uma direção preferencial na qual ocorrerá a magnetização (no nosso caso a direção z). 
Em sua tese de doutorado, Ernst Ising resolveu o caso com dimensionalidade da rede D = 1 e, embora tenha obtido resultados interessantes acerca das propriedades termodinâmicas, ele pode perceber que o caso em uma dimensão não possuía transição de fase ou magnetização espontânea. Porém, em 1944, Lars Onsager resolveu o problema para D = 2 utilizando algumas aproximações e pôde, então, evidenciar a magnetização espontânea abaixo da temperatura critica.
O cálculo por aproximação, feito para funções termodinâmicas com descontinuidades é bastante complicado visto que, a convergência da aproximação por funções analíticas em tais casos é lenta. Sem nenhuma aproximação, a solução analítica tanto para duas como para três dimensões seria impossível.
O modelo de Ising bidimensional cede a um tratamento exato na mecânica estatística. Esse é o único exemplo não trivial de uma transição de fase que pode ser trabalhada com rigor matemático. O nome modelo de Ising foi popularizado após o artigo de R. Peierls, publicado em 1936 com o título “On Ising’s Model of Ferromagnetism”.

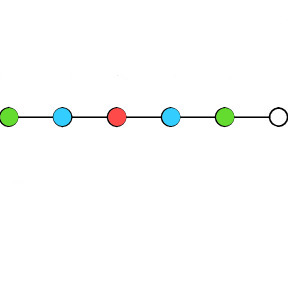
Rede linear (D = 1) mostrando o spin "central" em vermelho, os primeiros vizinhos em azul, os segundos vizinhos em verde e os vizinhos de maior ordem em branco.

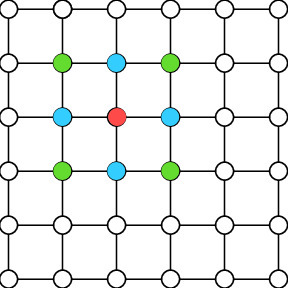
Rede bidimensional (D = 2) quadrada mostrando o spin "central" em vermelho, os primeiros vizinhos em azul, os segundos vizinhos em verde e os vizinhos de maior ordem em branco.

A proposta de explicação que o modelo de Ising usa para a magnetização espontânea é baseada no conceito de interação de troca. Para modelarmos essa situação teremos que considerar então os termos referentes à energia no estado fundamental, àqueles relativos à interação coulombiana (interação entre partículas eletricamente carregadas) além, é claro, do termo associado à interação de troca.
A medida que a agitação térmica é reduzida com o decréscimo da temperatura, as interações entre os vizinhos se torna predominante de forma aos vizinhos se alinharem. Podemos acrescentar ao hamiltoniano de Ising ainda um termo de interação com um campo magnético externo uniforme, sendo que este campo define e dá significado à direção z.
{\displaystyle H=-J\sum _{ij}S_{i}^{z}S_{j}^{z}-\sum _{i}{\bf {{\mu _{i}}\cdot {\bf {B}}}}}
Ou, 
{\displaystyle H=-J\sum _{ij}S_{i}^{z}S_{j}^{z}-\mu B\sum _{i}\sigma _{j}^{z}}
Onde {\displaystyle \sigma =\pm 1} (elétron) e {\displaystyle \mu } é o módulo do momento de dipolo magnético do elétron na direção z.
Macroscopicamente, o campo externo magnetiza o material ao mesmo tempo que a magnetização interage com o campo e vice e versa autoconsistentemente. Podemos contornar isto utilizando o modelo de Weiss, que introduz o conceito de campo médio (ou campo molecular).
A aproximação de campo médio consiste em considerar que o spin i interage com um campo que é uma média da contribuição da magnetização do material, desta forma o campo externo interage com o spin i diretamente e indiretamente através da magnetização. Nosso hamiltoniano pode ser escrito da seguinte forma:
{\displaystyle H=H_{B}+H_{N}}
Onde {\displaystyle H_{B}} é a contribuição da interação com o campo externo e {\displaystyle H_{N}} é a contribuição da interação com o campo médio. Este hamiltoniano agora possui (ao menos qualitativamente) a informação da origem da magnetização espontânea e do comportamento da magnetização ao aplicar-se um campo externo. Essencialmente, o campo médio depende, neste caso, da razão entre spins paralelos e antiparalelos ao spin i.
É possível resolver o hamiltoniano de Ising de maneiras variadas, destacaremos aqui as aproximações de ordem zero e de primeira ordem.

## Aproximação de ordem zero
Alguns modelos matemáticos, como o modelo de Ising, foram desenvolvidos para explicar a teoria microscópica das transições de fase. Este modelo, como mencionado anteriormente, usa as interações de curto alcance entre os spins dos átomos imediatamente mais próximos, chamados de primeiros vizinhos, de um átomo específico em uma rede D-dimensional, D = 1,2,3..., para descrever tais transições.  Algumas técnicas foram desenvolvidas com o intuito de encontrar a solução para o modelo de Ising, essas técnicas formam o pequeno conjunto de ferramentas disponíveis para para descrever sistemas complexos. Dentre elas, a aproximação de ordem zero e a aproximação de primeira ordem podem ser destacadas.
A partir das tentativas de desenvolver estudos estatísticos de transição de fase do tipo ordem-desordem, Gorsky em 1928 supôs que a quantidade de trabalho necessária para transferir um átomo de uma posição ordenada para uma desordenada era diretamente proporcional ao grau de ordem do sistema. A ideia foi desenvolvida por Bragg e Williams em 1934 e 1935 respectivamente, que pela primeira vez introduziram a ideia de parâmetro de longo alcance, a fim de considerar o efeito médio da interação com outros spins.
Nessa aproximação, a ideia central consiste em isolar um spin da rede e considerar a existência de um valor fixo para a magnetização dos demais spins, de modo que é possível supor a existência de um campo magnético interno médio, que interage com o spin isolado, permitindo assim desprezar as interações entre os pares de spins vizinhos e as flutuações causadas na função de correlação, que se estendem fora da célula fixada da rede. Desta forma a aproximação de ordem zero considera somente as flutuações que ocorrem na célula fixada, ou seja, envolve somente as flutuações que ocorrem com um único spin fixo.
Ao fixar um único spin da rede e considerar a interação deste com os demais, a partir de um campo médio de magnetização, o problema de mecânica estatística de muitos corpos é reduzido para um problema de um único corpo. Essa aproximação, por sua vez, carrega certo grau de inexatidão, especialmente quando são envolvidos os sistemas próximos do ponto crítico, em que as flutuações se estendem a grandes distâncias. Mas, apesar dessa aproximação não fornecer resultados exatos, ela pode ser muito útil, como por exemplo, na descrição de propriedades termodinâmicas de sistemas em regiões de altas temperaturas, onde não é esperado a existência de correlação entre o spin e seus primeiros vizinhos. Existem ainda algumas versões mais sofisticadas do modelo da aproximação de ordem zero, que consistem em fixar mais de um spin da rede, a exemplo de um par de spins vizinhos, reduzindo o problema de vários corpos a um problema de dois corpos e fornecendo resultados mais precisos.
Em um modelo de spin ½ , para uma rede com N spins, N representa o número total de spins dado pela soma de todos os spins Up da rede ({\displaystyle N_{+}}) com todos spins Down ({\displaystyle N_{-}}). Dessa forma, define-se o parâmetro de ordem de longo alcance ({\displaystyle L}) como
{\displaystyle L=\left({\frac {1}{N}}\right)\sum _{i}\sigma _{i}}
note que {\displaystyle L} é um parâmetro médio e representa a média {\displaystyle {\overline {\sigma _{i}}}}. A equação acima pode ser escrita como:
{\displaystyle L={\frac {N_{+}-N_{-}}{N}}={\frac {2N_{+}}{N}}-1}
Em que {\displaystyle -1\leq L\leq 1}. De modo que os spins Up e Down podem ser definidos como:
{\displaystyle N_{+}={\frac {N}{2}}(1+L)}
{\displaystyle N_{-}={\frac {N}{2}}(1-L)}
A magnetização {\displaystyle M} por sua vez é expressa como o produto da diferença entre a quantidade de spins Up e Down e pelo momento magnético ({\displaystyle \mu }), matematicamente tem-se que:
{\displaystyle M=(N_{+}-N_{-})\mu =NL\mu ,}
evidenciando a dependência que a magnetização possui em relação ao parâmetro de ordem de longo alcance.
O hamiltoniano deste sistema, que possui a forma dada por:
{\displaystyle H\{\sigma _{i}\}=-J\textstyle \sum _{ij}\displaystyle \sigma _{i}\sigma _{j}-\mu B\textstyle \sum _{i}\displaystyle \sigma _{i}}
Nesse caso, existe apenas uma constante de acoplamento, {\displaystyle J} , e a soma é feita apenas sobre par de vizinhos mais próximos, que tem apenas dois estados de energia; alinhados (1,1 ou -1,-1) e com energia {\displaystyle -J} , ou opostos (1,-1 ou -1,1) e energia {\displaystyle J}.
Fazendo {\displaystyle -{\frac {1}{2}}J\sum \limits _{ij}\sigma _{i}\sigma _{j}=-{\frac {1}{2}}Jq{\bar {\sigma }}\sum \limits _{i}\sigma _{i}} (em que cada {\displaystyle \sigma _{i}} substitui-se {\displaystyle q\sigma _{j}} por {\displaystyle {\bar {\sigma }}}) e tomando {\displaystyle {\bar {\sigma }}\equiv {\bar {L}}}, tem-se que:
{\displaystyle H\{\sigma _{i}\}=-{\frac {Jq{\overline {L}}}{2}}\textstyle \sum _{i}\displaystyle \sigma _{i}-\mu B\textstyle \sum _{i}\displaystyle \sigma _{i}.}
Nesta equação, q representa o número de coordenação, isto é, a quantidade de vizinhos imediatamente  mais próximos do spin fixado (em uma rede unidimensional q = 2 e em uma rede bidimensional quadrada q = 4) e B representa o campo magnético externo.
O hamiltoniano pode ser resolvido, de forma a denotar o valor da energia do sistema,  que vale:
{\displaystyle E=-{\frac {NqJ{\overline {L}}}{2}}L-\mu BNL.}
De modo que a energia média para esse sistema é dada de forma semelhante:
{\displaystyle U={\frac {1}{N}}\langle E\rangle =-{\frac {qJ{\overline {L}}^{2}}{2}}-\mu B{\overline {L}}.}
A diferença de energia ({\displaystyle \Delta \varepsilon }) para trocar um spin Up por um Down, por sua vez, é descrita como:
{\displaystyle \Delta \varepsilon =-J(q{\bar {\sigma }})\Delta \sigma -\mu B\Delta \sigma }
Tendo que {\displaystyle \Delta \sigma =-2}, então
{\displaystyle \Delta \varepsilon =2[J(q{\bar {\sigma }})+\mu B]}
Multiplicando e dividindo por {\displaystyle \mu }, temos:
{\displaystyle \Delta \varepsilon =2\mu \left[{\frac {J(q{\bar {\sigma }})}{\mu }}+{\frac {\mu B}{\mu }}\right]}
De forma que
{\displaystyle \Delta \varepsilon =2\mu \left({\frac {qJ{\bar {\sigma }}}{\mu }}+B\right)}
Definindo o campo interno de Weiss como {\displaystyle B^{\prime }={\frac {qJ\sigma }{\mu }}}, a equação passa a ter a seguinte forma:
{\displaystyle \Delta \varepsilon =2\mu {\Biggl (}B^{\prime }+B{\Biggr )}}
As condições para mudança de fase são determinadas a partir da relação a seguir,
{\displaystyle {\frac {\overline {N_{-}}}{\overline {N_{+}}}}=\exp({\frac {-\Delta \varepsilon }{kT}}).}
Quando realizados os tratamentos matemáticos adequados é obtida a seguinte relação,
{\displaystyle {\overline {L_{o}}}=\tanh {\Biggl (}{\frac {qJ{\overline {L}}+\mu B}{kT}}{\Biggr )}}
que, na ausência do campo magnético externo se reduz a
{\displaystyle {\overline {L_{o}}}=\tanh {\Biggl (}{\frac {qJ{\overline {L_{o}}}}{kT}}{\Biggr )}.}
A equação acima pode ser resolvida graficamente, de modo que sua solução indica uma temperatura crítica ({\displaystyle T_{c}}), a partir da qual é possível definir o início da transição de fase ferromagnética. Essa temperatura recebe o nome de temperatura de Curie, que pode ser expressa matematicamente por,
{\displaystyle T_{c}={\frac {qJ}{k}}.}
Quando o sistema sai de um estado com temperaturas maiores que {\displaystyle T_{c}} e passa para um estado com temperatura menores, ocorre uma transição de fase. Durante este fenômeno os spins da rede passam por um processo chamado de acoplamento, se alinhando na mesma direção e sentido, de modo que o sistema passa a apresentar magnetização espontânea.
O calor específico para este sistema, por sua vez, pode ser expresso da seguinte maneira,
{\displaystyle C_{o}(T)\approx 4Nk{\Biggl (}{\frac {T_{c}}{T}}{\Biggr )}^{2}\exp {\Biggl (}{\frac {-2T_{c}}{T}}{\Biggr )}.}
Por intermédio dessa equação é possível notar que quando {\displaystyle T\rightarrow T_{c}} o calor específico do sistema desaparece, isto ocorre pois para temperaturas elevadas não há magnetização espontânea.

## Aproximação de primeira ordem

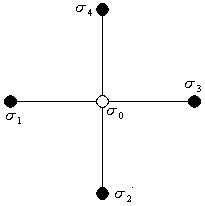
Aglomerado com spin central e seus spins vizinhos.

As aproximações estabelecidas para o modelo de Ising de ordem zero são bastante genéricas, podendo ser aprimoradas quando considera-se a correlação de um dado spin entre os vizinhos próximos. Essas ponderações definem a chamada aproximação de Bethe, desenvolvida por Bethe e Rushbrooke, também conhecida como aproximação de primeira ordem do modelo de Ising,  que considera que um dado spin, tem q vizinhos próximos, e cada ponto da rede é também associado aos seus respectivos spins ({\displaystyle \sigma _{0},...,\sigma _{j},...,}), conforme ao lado, levando em conta as trocas de energia  ({\displaystyle J_{0i},...,J_{ij},...,})  entre seus pares, através de suas interações.
Para esse modelo considera-se {\displaystyle J_{iJ}}  desprezível, exceto para seus pares mais próximos, já que essa interação fica menos evidente conforme aumentam-se as distâncias entre o spin central ({\displaystyle \sigma _{0}}) e os demais ({\displaystyle \sigma _{j}}). Essa observação permite que essa troca de energia, no caso de interações isotrópicas, seja definida simplesmente pelo símbolo J, tendo em vista que para J>0 tem-se o caso do ferromagnetismo (caso de interesse) e para J<0 o antiferromagnetismo.
O hamiltoniano deste sistema, onde o spin central interage a curto alcance com seus primeiros vizinhos é dado por,
{\displaystyle H_{q+1}=-\mu B\sigma _{0}-\mu (B+B')\sum _{j=1}^{q}\sigma _{j}-J\sum _{j=1}^{q}\sigma _{0}\sigma _{j}}
onde,  {\displaystyle B} representa o campo magnético externo atuando sobre a rede de spins e {\displaystyle B'} o campo magnético interno, que obedece ao princípio da auto consistência. Esse princípio está relacionado a afirmação de que ambas expressões devem ser assintoticamente equivalentes impondo que o valor médio de spin central da rede  {\displaystyle {\overline {\sigma _{0}}}}, seja igual ao valor médio de spin {\displaystyle {\overline {\sigma _{J}}}}, de qualquer um dos {\displaystyle q} vizinhos. Assim a função partição ({\displaystyle Z}) do sistema fica:
{\displaystyle Z=\sum _{\sigma _{0},\sigma _{j}=\pm 1}exp{\bigg [}{\frac {1}{kT}}{\bigg \{}\mu B\sigma _{0}+\mu (B+B')\sum _{j=1}^{q}\sigma _{j}+J\sum _{j=1}^{q}\sigma _{0}\sigma _{j}{\bigg \}}{\bigg ]}}
de modo que considerando as seguintes variáveis
{\displaystyle \alpha ={\frac {\mu B}{kT}}}, {\displaystyle \alpha '={\frac {\mu B'}{kT}}} e  {\displaystyle \gamma ={\frac {J}{kT}}}
obtém-se
{\displaystyle Z=\sum _{\sigma _{0},\sigma _{j}=\pm 1}exp{\bigg [}\alpha \sigma _{0}+(\alpha +\alpha ')\sum _{j=1}^{q}\sigma _{j}+\gamma \sum _{j=1}^{q}\sigma _{0}\sigma _{j}{\bigg ]}}
A função partição canônica, pode ser escrita como o somatório de dois termos, pertencentes a {\displaystyle \sigma _{0}=1} (spin Up) e {\displaystyle \sigma _{0}=-1} (spin Down),
{\displaystyle Z=Z_{+}+Z_{-}}
o que resulta em
{\displaystyle Z_{\pm }=\sum _{\sigma _{j}=\pm 1}exp{\bigg [}\pm \alpha +(\alpha +\alpha '\pm \gamma )\sum _{j=1}^{q}\sigma _{j}{\bigg ]}},
{\displaystyle Z_{\pm }=e^{\pm \alpha }[2cosh(\alpha +\alpha '\pm \gamma )]^{q}}.
O valor médio do spin central é então dado por
{\displaystyle {\overline {\sigma _{0}}}={\frac {Z_{+}-Z_{-}}{Z}}}
e, conforme segue, os spins dos {\displaystyle q} vizinhos ficam
{\displaystyle {\overline {\sigma _{0}}}={\frac {1}{Z}}{\big \{}Z_{+}tanh(\alpha +\alpha '+\gamma )+Z_{-}tanh(\alpha +\alpha '+\gamma ){\big \}}}
que, considerando a condição de autoconsistência do campo B’ será
{\displaystyle {\overline {\sigma _{0}}}={\overline {\sigma _{j}}}={\overline {\sigma }}}
Substituindo {\displaystyle Z_{+}} e {\displaystyle Z_{-}} nas expressões obtidas anteriormente para a função partição, na expressão acima para {\displaystyle \sigma },
{\displaystyle Z_{+}=e^{+\alpha }[2cosh(\alpha +\alpha '+\gamma )]^{q}}
{\displaystyle Z_{-}=e^{-\alpha }[2cosh(\alpha +\alpha '-\gamma )]^{q}}
Temos a seguinte relação
{\displaystyle e^{2\alpha '}={\bigg \{}{\frac {cosh(\alpha +\alpha '+\gamma )}{cosh(\alpha +\alpha '-\gamma )}}{\bigg \}}^{q-1}}
Esta expressão leva a equação de estado desta aproximação e representa o comportamento magnético da rede de spins. Pode-se obter algumas informações quando levado em conta as variáveis {\displaystyle \alpha }, {\displaystyle \alpha '} e {\displaystyle \gamma }, que estão diretamente relacionadas à temperatura {\displaystyle T}, campo externo {\displaystyle B}, campo interno {\displaystyle B'} e a energia de interação J.
Considerando o campo magnético externo {\displaystyle B=0}, tem-se que {\displaystyle \alpha =0}  na expressão acima, que resultará na condição de magnetização espontânea. A equação de estado se torna então:
{\displaystyle \alpha '={\frac {q-1}{2}}ln{\bigg \{}{\frac {cosh(\alpha '+\gamma )}{cosh(\ \alpha '-\gamma )}}{\bigg \}}}.
Se o sistema não apresenta interações, se tem{\displaystyle \gamma =0}, e {\displaystyle \alpha '=0}. Por sua vez, quando as interações são levadas em conta, com {\displaystyle \gamma \neq 0}, a expressão para {\displaystyle \alpha '} deverá ser escrita em termos de uma expansão em série de Taylor, o que resulta na relação:
{\displaystyle \alpha '=(q-1)tanh\gamma {\Big \{}\alpha '-sech^{2}\gamma {\frac {\alpha '^{3}}{3}}+...{\Big \}}}
que levará após um tratamento matemático elaborado, a relação:
{\displaystyle T<T_{c}={\frac {\frac {2J}{k}}{ln({\frac {q}{q-2}})}}}
que determina a temperatura de Curie da rede.
Pode-se perceber que o parâmetro q está relacionado com a configuração dimensional da rede, onde em uma dimensão (isto é, para {\displaystyle q=2}), não ocorre transição de fase, {\displaystyle T_{c}=0}. Já para {\displaystyle q=4} (o que corresponde a uma rede quadrada), temos {\displaystyle {\frac {kT_{c}}{j}}={\frac {2}{ln2}}=2,885...} , sendo inferior ao valor previsto por Bragg-Williams {\displaystyle {\frac {kT_{c}}{J}}=4} e ainda acima dos previsto por Onsager {\displaystyle {\frac {kT_{c}}{J}}={\frac {2}{ln(1+{\sqrt {2}})}}=2,269...} .
Tomando a afirmação para a aproximação de Bragg-Williams,   que afirma que “não há nenhuma ordem de curto alcance além daquela estabelecida na ordem de longo alcance”, é possível expressar o parâmetro de ordem de longo alcance {\displaystyle {\overline {L}}} igual ao parâmetro ordem de curto alcance {\displaystyle {\overline {\sigma }}}  na rede, logo:
{\displaystyle {\overline {L}}={\frac {(Z_{+}+Z_{-})-1}{(Z_{+}+Z_{-})+1}}={\frac {sinh(2\alpha +2\alpha ')}{cosh(2\alpha +2\alpha ')+exp(-2\gamma )}}}.
E no limite {\displaystyle B\rightarrow 0} considerando temperaturas menores mais próximas da temperatura de Curie, chega-se a:
{\displaystyle {\overline {L_{0}}}\simeq {\bigg [}3{\frac {q}{q-1}}{\bigg \{}{\frac {q}{2}}ln{\bigg (}{\frac {q}{q-2}}{\bigg )}{\bigg \}}{\bigg (}1-{\frac {T}{T_{c}}}{\bigg )}{\bigg ]}^{1/2}}
Uma correspondência com a aproximação de ordem zero pode ser obtida se for considerado {\displaystyle q\gg 1} na equação acima. Também nota-se que a curva de magnetização espontânea, apresenta comportamento similar ao de ordem zero , ainda que dependendo explicitamente do valor {\displaystyle q}.
Se consideradas as correlações existentes entre os spins vizinhos na rede, pode-se avaliar os números {\displaystyle N_{++}}, {\displaystyle N_{--}} e {\displaystyle N_{+-}} (onde cada um dos termos representa o número total de pares de spins conforme indicado nos índices), em função dos parâmetros {\displaystyle \alpha }, {\displaystyle \alpha '}, e {\displaystyle \gamma }. Modificando os somatórios na expressão da função partição canônica do sistema, é possível escrever para {\displaystyle \sigma _{0}=\sigma _{1}=+1} , {\displaystyle \sigma _{0}=-\sigma _{1}=-1}  e {\displaystyle \sigma _{0}=-\sigma _{1}=\pm 1} :
{\displaystyle Z=Z_{++}+Z_{--}+Z_{+-}}
Como a função partição está diretamente ligada aos números {\displaystyle N_{++}}, {\displaystyle N_{--}} e {\displaystyle N_{+-}}, pode-se reescrever, usando a equação de estado da aproximação, considerando que são diretamente proporcionais as funções partição {\displaystyle Z_{++}}, {\displaystyle Z_{--}} e {\displaystyle Z_{+-}} com a devida normalização,
{\displaystyle ({\overline {N_{++}}},{\overline {N_{--}}},{\overline {N_{+-}}})={\frac {1}{2}}qN{\frac {(e^{2\alpha +2\alpha '+\gamma },e^{-2\alpha -2\alpha '+\gamma },2e^{-\gamma })}{2{\big \{}e^{\gamma }cosh(2\alpha +2\alpha '){\big \}}}}}
onde
{\displaystyle {\frac {{\overline {N_{++}}}{\overline {N_{--}}}}{\overline {N_{}+-}}}={\frac {1}{4}}e^{4\gamma }={\frac {1}{4}}^{4J/kT}}
A presença do fator {\displaystyle exp(4J/kT)} para o caso do ferromagnetismo, favorece a formação de pares de spin paralelos {\displaystyle \uparrow \uparrow } e {\displaystyle \downarrow \downarrow }, ao invés de pares de spins antiparalelos {\displaystyle \uparrow \downarrow } e {\displaystyle \downarrow \uparrow }. Em termos de correlação isso significa dizer: positivo para spins vizinhos  {\displaystyle \uparrow \uparrow } ou {\displaystyle \downarrow \downarrow }  e negativo para spins vizinhos  {\displaystyle \uparrow } e {\displaystyle \downarrow }.

## Comparações entre as aproximações
A aproximação de ordem zero (chamada também de aproximação de campo médio ou de Bragg-Williams) supõe que a energia de um átomo em um determinado sistema é definida pelo grau de ordem que domina o mesmo e não pelas configurações (flutuações) com os átomos vizinhos. Já a aproximação de primeira ordem (ou aproximação de Bethe), considera a interação de um spin central e seus vizinhos mais próximos, de modo que o hamiltoniano do grupo é dado pela interação do spin central com seus vizinhos somado à interação desses vizinhos com o resto da rede por um campo molecular médio, como considerado na aproximação zero.
A diferença na forma de construção das aproximações de ordem zero e primeira ordem, conduz a um resultado para o calor específico e energia interna do sistema, que torna o modelo de primeira ordem mais próximo dos sistemas físicos reais. Pode-se obter facilmente a equação para energia interna de ordem zero a partir da energia média do sistema, quando {\displaystyle B\rightarrow 0},
{\displaystyle C_{o}={\frac {Nk{\overline {L_{o}}}^{2}}{{\frac {{\Biggl (}{\frac {T}{T_{c}}}{\Biggr )}^{2}}{1-{\overline {L_{o}}}^{2}}}-{\frac {T}{T_{c}}}}}}
Quando a temperatura se aproxima da temperatura crítica a partir de temperaturas menores que ela, o calor específico acima apresenta uma descontinuidade no ponto de transição, de acordo com a equação abaixo.
{\displaystyle C_{o}={\frac {3}{2}}Nk}
e quando {\displaystyle T\rightarrow 0}, o calor específico desaparece pois:
{\displaystyle C_{o}(T)\approx 4Nk{\Biggl (}{\frac {T_{c}}{T}}{\Biggr )}^{2}\exp {\Biggl (}{\frac {-2T_{c}}{T}}{\Biggr )}}
Pode-se obter a energia interna e o calor específico da aproximação de primeira ordem, através da energia de configuração média na ausência de um campo externo, dada por:
{\displaystyle U_{o}(T)=-J{\Biggl (}{\frac {1}{2}}qN-2q{\overline {N}}_{+}+4{\overline {N}}++{\Biggr )}}
A partir da  medida do parâmetro de longo alcance no sistema ({\displaystyle {\overline {L}}}), obtemos os {\displaystyle {\overline {N}}_{+}} e {\displaystyle {\overline {N}}++}, que aplicadas na expressão de energia e desenvolvidas conduzem ao resultado:
{\displaystyle U_{o}=-{\frac {1}{2}}qJN{\frac {\cosh(2\alpha ^{\prime })-\exp(-2\gamma )}{\cosh(2\alpha ^{\prime })+\exp(-2\gamma )}}.}
Para temperatura {\displaystyle T>T_{c}} e {\displaystyle \alpha \prime =0}, a energia interna e o calor específico serão dados como segue:
{\displaystyle U_{o}=-{\frac {1}{2}}qJN\tanh(\gamma ),}
{\displaystyle {\frac {C_{o}}{Nk}}={\frac {1}{2}}q\gamma ^{2}\operatorname {sech} ^{2}(\gamma ).}
Na equação do calor específico para primeira ordem e ordem zero, quando  {\displaystyle T\rightarrow \infty }, o calor específico tende a zero. Entretanto para {\displaystyle T>T_{c}}, o calor específico obtido pela aproximação de Bethe conduz a um valor não nulo, devido a interação de curto alcance do spin central com seus spins vizinhos. Em contraste, a aproximação de Bragg-Williams, apresenta uma descontinuidade no calor específico em {\displaystyle T=T_{c}}, se anulando em valores acima da temperatura crítica. Para todo q a primeira aproximação produz uma temperatura de transição mais próxima do valor correto da temperatura crítica, do que a aproximação de ordem zero.
Assim como o calor específico, é possível analisar também a energia interna em ambas aproximações. A energia interna é contínua na aproximação de Bethe, acima da temperatura crítica, como era de se esperar, dado que o calor específico se mantém nessa aproximação, devido a interação de curto alcance entre os spins. Já aproximação de Bragg-Williams, a energia interna é nula, para toda temperatura acima da temperatura crítica, resultado esse consistente com o gráfico de calor específico.

## Simulação computacional

### Método de Monte Carlo
A capacidade de interpretar o modelo de Ising como um processo estocástico abre caminho para a introdução do método de Monte Carlo (MC) como uma abordagem para calcular os observáveis associadas a esse modelo, como por exemplo a energia interna de um gás, a magnetização, ou a polarização de um sistema ferroelétrico.  Essencialmente, um cálculo de MC é estabelecido ao empregar variáveis aleatórias de maneira explícita, enquanto um processo estocástico é reconhecido por seu desenvolvimento aleatório ao longo do tempo. Dessa forma, o método de MC se adapta de maneira natural à simulação de sistemas nos quais ocorrem fenômenos estocásticos. Para a simulação de MC aplicado ao modelo de Ising, utiliza-se o algoritmo de Metropolis disponível em um repositório GitHub.

#### Algoritmo de Metropolis
O algoritmo de Metropolis, desenvolvido por Nicolas Metropolis em 1953, é empregado para produzir um conjunto de configurações do sistema que estejam em conformidade com a função de densidade de probabilidade do sistema. Isso ocorre de maneira que, independentemente da configuração inicial escolhida, a função de distribuição tende a convergir para a solução de equilíbrio.
O fluxo do modelo pode ser descrito como:
Escolha inicial: Selecione uma configuração inicial de spins na rede (por exemplo, todos para cima). 
Escolha de sítio: Escolha um sítio aleatório na rede e mude o valor do spin no sítio escolhido. Em simulações de Monte Carlo, muitas vezes é feita uma escolha sequencial de posições. 
Cálculo de ∆E: Calcule a mudança de energia, ∆E, entre a configuração inicial e a final. 
Cálculo de r :Calcule {\displaystyle r=exp(-\Delta E/K_{B}T)}. 
Tomada de decisão: 
Se ∆E < 0, aceite a nova configuração e continue o processo. 
Se ∆E > 0, compare r com um número aleatório b entre 0 e 1. Aceite a mudança de sinal do spin escolhido se r > b. Mantenha o mesmo sinal se r < b. 
Repetição: Utilize a nova configuração para escolher sequencialmente outro sítio e repita o processo.

Simulação de Monte-Carlo de transições de fase em magnéticos, a uma temperatura T = 3. Os spins para cima/para baixo são pixels preto/branco,

Um "passo de Monte Carlo" é definido como uma rodada em que todos os sítios da rede são visitados. Essa prescrição é repetida muitas vezes para realizar simulações e explorar diferentes configurações da rede a uma dada temperatura. O uso de {\displaystyle r=exp(-\Delta E/K_{B}T)} na tomada de decisão está relacionado à distribuição de Boltzmann.

Essa breve abordagem permitirá a compreensão do simulador fps Monte Carlo de transições de fase no magnetismo (disponível: https://ibiblio.org/e-notes/Perc/ising1k.htm). A transição de fase magnética ocorre quando a temperatura atinge {\displaystyle {\frac {kT_{c}}{J}}=2,269}, conforme estabelecido pelo simulador. Quando a temperatura sobe acima da temperatura crítica, percebe-se que os spins apresentam comportamento aleatório. A uma temperatura abaixo da temperatura crítica, os spins se organizam em grupos alternados de preto e branco, cada cor representação uma das orientações possível de alinhamento, ou seja, há uma correlação entre os spins.  Após essa transição de fase, as flutuações persistem, mas agora surgem regiões onde os spins têm orientações consistentes, resultando em áreas uniformes de cor (preta ou branca). À medida que a temperatura diminui, as flutuações diminuem e as regiões de uma cor dentro das regiões de outra cor desaparecem gradativamente. Ao elevar a temperatura, o acoplamento entre os spins diminui, e ao ultrapassar a temperatura crítica, essa ligação é quebrada, levando a um retorno ao comportamento aleatório inicial.

Simulação de Monte-Carlo de transições de fase em um material magnético, para temperatura inferiores a temperatura critica.

Como já discutido anteriormente, o ferromagnetismo é um dos fenômenos da física dos sólidos mais relevantes. Quando uma temperatura é menor que a temperatura crítica ou temperatura de Curie (Tc), em alguns metais, uma pequena parte (finita) dos spins dos átomos, de mesma direção, é naturalmente polarizada gerando assim um campo magnético macroscópico.
Por sua vez, quando a temperatura é maior que a temperatura de Curie não é gerado nenhum campo magnético e nesse caso os spins são orientados de forma aleatória. 

## Aplicações interdisciplinares
O modelo de Ising foi inicialmente desenvolvido para entender melhor o ferromagnetismo, mas no decorrer do tempo diversas aplicações interdisciplinares foram sendo desenvolvidas em biologia, neurociência, dinâmicas sociais e economia.

### Neurociência
A neurociência utiliza o modelo de Ising para estudar a coordenação da atividade neural e modelar a recuperação de memória e aprendizagem em redes neurais. Esse modelo tem sido um exemplo canônico para estudar a criticidade em sistemas biológicos e neurais.
A criticidade auto-organizada é um conceito em física e em teoria de sistemas onde um sistema evolui espontaneamente para um estado crítico. Num estado crítico, o sistema está “no limite do caos”, o que significa que é altamente sensível a pequenas perturbações e pode exibir flutuações em grande escala. Acredita-se que criticidade auto-organizada seja um mecanismo pelo qual sistemas complexos podem se auto-organizar e evoluir. Muitos sistemas naturais apresentam criticidade auto-organizada, incluindo terremotos, explosões solares e incêndios florestais.
Para modelar a atividade neural usando o modelo de Ising, foi sugerido por E. Schneidman, M. Berry, R. Segev que o cérebro opera perto de um ponto crítico, e que este poderia ser um mecanismo para o cérebro se auto-organizar e evoluir, nessa análise o modelo de entropia máxima, consistente com as correlações entre pares, abrange quase toda a estrutura na distribuição de respostas da população completa de neurônios. 
Sabendo que a entropia máxima tem uma estreita ligação com a mecânica estatística, onde sistemas físicos em equilíbrio térmico são descritos pela distribuição de Boltzmann, que tem a entropia máxima possível dada a energia média do sistema, assim qualquer distribuição de probabilidade de entropia máxima define uma função energia para o sistema, e nesse contexto a função energia relevante advém do modelo de Ising. Essa ligação nos permite que, se conhecermos os valores médios de muitas variáveis {\displaystyle f_{\mu }} que descrevem o sistema, então a distribuição máxima de entropia é 
{\displaystyle P\propto exp(-\sum \limits _{\mu }\lambda _{\mu }f_{\mu })}
Onde existe um multiplicador de Lagrange {\displaystyle \lambda _{\mu }} para cada restrição. Desse modo, temos a probabilidade média de um pico em cada célula e as correlações entre todos os pares. Fazendo a analogia de que cada spin corresponde a um neurônio, representa-se a atividade na célula por {\displaystyle \sigma =\pm 1} onde +1 corresponde ao neurônio que dispara o sinal elétrico, devido a diferença de potencial na membrana celular e um spin -1 corresponde ao seu não disparo . Então essas restrições são equivalentes a fixar a média de cada {\displaystyle \sigma } e as médias de todos os produtos {\displaystyle \sigma _{i}\sigma _{j}}, respectivamente. A distribuição máxima de entropia resultante é
{\displaystyle P(\sigma _{1},\sigma _{2},...,\sigma _{N})={\frac {1}{Z}}exp\left(\sum \limits _{i}h_{i}\sigma _{i}+{\frac {1}{2}}\sum \limits _{i\neq j}J_{ij}\sigma _{i}\sigma _{j}\right)}
Onde os multiplicadores de Lagrange {\displaystyle h_{i}} e {\displaystyle J_{ij}} devem ser escolhidos de modo que as médias {\displaystyle \langle \sigma _{i}\rangle } e {\displaystyle \langle \sigma _{i}\sigma _{j}\rangle } nessa distribuição estejam de acordo com o experimento. A função de partição Z é um fator de normalização. Esse é o modelo de Ising, onde {\displaystyle h_{i}} equivale aos campos magnéticos locais atuando em cada spin (neurônios) e os termos {\displaystyle J_{ij}} são as "interações de troca". Nota-se que {\displaystyle h>0} favorece o disparo elétrico e  {\displaystyle J>0} favorece correlações positivas. Em geral, espera-se que a capacidade total da rede que representam suas entradas sensoriais deve crescer em proporção ao número de neurônios, {\displaystyle N}. Este é o limite termodinâmico usual em mecânica estatística, onde a energia e a entropia são proporcionais ao tamanho do sistema. Mas este comportamento não é garantido quando todos os elementos do sistema interagem entre si.
No modelo de Ising, sabe-se que se todos os pares de spins (aqui, neurônios) interagem significativamente, então para recuperar o limite termodinâmico o tamanho típico das interações {\displaystyle J_{ij}}  deve diminuir com {\displaystyle N}. Em um sistema físico, no ensemble canônico, a distribuição máxima de entropia é a distribuição de Boltzmann, e o comportamento do sistema depende da temperatura. Para a rede de neurônios, não existe temperatura real, mas a mecânica estatística do modelo de Ising prevê que quando todos os pares de elementos interagem, aumentar o número de elementos e ao mesmo tempo fixar a força típica das interações equivale a diminuir a temperatura, em um sistema físico de tamanho fixo. Este mapeamento prevê que as correlações serão ainda mais importantes em grupos maiores de neurônios.

### Geofísica
Outra aplicação possível é nas ciências da terra como feito por A. Jimenez, K. Tiampo e A. Posadas, que a partir de uma descrição de terremotos baseado em Autômatos Celulares, onde a atividade na célula é explicitamente dada pela atividade na mesma célula e em suas vizinhas no passado e o estado da vizinhança é dado pela atividade circundante adicionada, o esquema de modelo de Ising foi introduzido para considerar a inatividade da célula vizinha.
Ou ainda como aplicado por Yi-Ping Ma et al. , para calcular lagoas de derretimento no gelo através de um modelo de Ising de campo aleatório bidimensional. As lagoas são identificadas como estados metaestáveis no modelo, onde a variável de spin binário corresponde à presença de água derretida ou gelo na superfície do gelo marinho. Com o espaçamento da rede determinado pelos dados de topografia da neve como o único parâmetro medido de entrada no modelo, a minimização de energia leva o sistema a configurações realistas de lagoas a partir de um estado inicialmente aleatório. O modelo captura o mecanismo essencial de formação de padrões das lagoas de derretimento, com previsões que concordam muito estreitamente com a escala observada dos tamanhos das lagoas e a transição na dimensão fractal das lagoas. Assim, têm-se o modelo de Ising dado por
{\displaystyle {\cal {H}}=-\sum \limits _{i}(h_{i}-H)s_{i}-\sum \limits _{\langle i,j\rangle }Js_{i}s_{j}}
Onde em {\displaystyle J=0} existe um metaestado único, nomeado de estado fundamental e dado por {\displaystyle s_{i}=+1} se {\displaystyle h_{i}<H} e {\displaystyle s_{i}=-1} se {\displaystyle h_{i}>H}, onde {\displaystyle H} é o campo uniformemente aplicado.

### Finanças
Entre os vários modelos estatísticos existentes, o modelo de Ising e suas variantes desempenham um papel importante na compreensão da origem dos chamados fatos estilizados nos mercados financeiros reais. Um grande conjunto de modelos econômicos pode ser mapeado em várias versões do modelo de Ising para explicar a influência social nas decisões individuais.
Esse modelo é utilizado por pesquisadores em Econofísica para representar opiniões no mercado de ações. O modelo Ising unidimensional mais simples pode ser efetivamente usado para representar as decisões de compra e venda, o que determina o comportamento geral do mercado. Existem duas forças que influenciam a decisão dos agentes – as opiniões dos vizinhos mais próximos e as notícias de agências externas. Cada agente tem tendência a imitar o seu vizinho, o que cria ordem no mercado, mas o impacto da influência externa tentará introduzir desordem. Quando a imitação domina, há uma tendência ao estado completo de compra ou venda.
A ordem predominante no sistema pode ser analisado pelo uso do parâmetro entropia ({\displaystyle S}). A magnetização líquida ({\displaystyle m}) corresponde aos retornos dos preços. Isso ocorre porque se o número de compradores for maior que o de vendedores, ou seja, se {\displaystyle m} for positivo, o preço aumenta definitivamente. Por outro lado, se o número de vendedores for maior, {\displaystyle m} é negativo e o preço diminui.
A quantidade média de dinheiro por agente é considerada como temperatura econômica ({\displaystyle T}). Quando este é baixo, a tendência de imitação é grande e à medida que {\displaystyle T} aumenta, os agentes decidem de forma independente e a uma determinada temperatura há uma desordem completa no mercado, o mercado estabiliza lentamente. Isso pode ser estudado usando a dependência da entropia com a temperatura. O efeito da temperatura e da interação entre os agentes sobre os retornos dos preços também pode ser estudado. O comprimento da correlação é uma medida da ordem prevalecente no mercado. Sua natureza com mudança na temperatura econômica e força de interação é estudada.
Uma análise do modelo de Ising no mercado de ações foi realizado por Longfeng Zhao, Weiqi Bao e Wei Li , onde consideraram o mercado como um modelo de vidro de spin, ao analisar as séries temporais de retorno de ação de três países diferentes. Os estados binários de cada ação em três mercados de ações foram mapeados diretamente para um modelo de Ising de dois estados, a partir do qual a correlação cruzada de dois pontos foi reconstruída durante o processo de inferência. Nesse contexto, considera-se o modelo de Ising com {\displaystyle N} variáveis binárias de spin {\displaystyle \pm 1}.Os acoplamentos pareados {\displaystyle J_{ij}} determinam as interações entre os spins. Assim o hamiltoniano do sistema é especificado por
{\displaystyle H=-\sum \limits _{i<j}J_{ij}s_{i}s_{j}-\sum \limits _{i}h_{i}s_{i}}